# Albert Sáez
Albert Sáez i Casas (Barcelona, 1965) es un periodista, profesor universitario y gerente español. Doctor en periodismo por la Universidad Ramon Llull, ha sido profesor y vicedecano de la Facultad de Comunicación de la misma universidad.

## Biografía
Ha trabajado en la Televisión de Cataluña, Catalunya Ràdio y El Observador. Ha sido director adjunto del diario Avui desde 1998 hasta 2006, momento en el que pasó a formar parte del equipo editorial de El Periódico de Catalunya. También ha colaborado en las tertulias de Radio Barcelona-Cadena SER, El matí de Catalunya Ràdio y Els matins. Obtuvo el Premio Joan Maragall 2000 y ha publicado, entre otros ensayos, El futur del nacionalisme (2005); L'endemà de la independència (obra colectiva) (2005); El llenguatge cristià en la cultura de masses (2001); De la representació a la realitat. Propostes d'anàlisi del discurs mediàtic (1999) y Què pensa Antoni Deig (1996), entre otros.
Fue también vicepresidente de Opinió Catalana, presidente del grupo Gaziel, tesorero de la Societat Catalana de Comunicació del Instituto de Estudios Catalanes, miembro de los patronatos de la revista Cavall Fort, de la Fundación Joan Maragall, de la Fundació Cassià Maria Just y de la Fundació del Baròmetre de la Cultura i la Comunicació, además de miembro del jurado de los Premios Ciudad de Barcelona de periodismo (2000 – 2005).
Profesor titular de Sociología de la comunicación en la Facultad de Comunicación de la Universidad Ramon Llull, ha sido profesor invitado en la Universidad Pompeu Fabra y consultor de la Universidad Abierta de Cataluña. Ha sido vicerrector de la Universidad Ramon Llull encargado de la adaptación al Espacio Europeo de Educación Superior.
En diciembre de 2006 fue nombrado secretario de Medios de Comunicación del departamento de Cultura de la Generalidad de Cataluña y el 23 de enero de 2008 fue elegido presidente del consejo de gobierno de la Corporación Catalana de Medios Audiovisuales. Durante esta etapa llegó a un acuerdo con Radio Televisión Española para compartir las emisiones de los partidos de fútbol de la Liga de Campeones europeos durante tres temporadas; también con Mediapro para emitir en Cataluña algunos partidos de la Liga Española de Fútbol y renovó los derechos de emisión de la Fórmula 1. Fue presidente hasta marzo de 2010, cuando renunció al cargo y se incorporó de nuevo a El Periódico de Catalunya coma director adjunto.